# Live At The White House
Live At The White House es un álbum en directo de The Exploited publicado en 1987.

## Temas
1. Let's Start A War...
2. Jimmy Boyle
3. Don't Forget The Chaos
4. I Believe in Anarchy
5. God Save the Queen
6. Alternative
7. Horror Epics
8. Wankers
9. Dead Cities
10. Rival Leaders
11. I Hate You
12. Dogs of War
13. Army Life
14. Sex and Violence
15. Daily News
16. Punk's Not Dead

## Formación
- Wattie Buchan - voz
- Karl Morris - guitarra
- Wyne Tyas- bajo eléctrico
- Willie Buchan - batería

- Datos: Q5977352